# Spencer (condado de Worcester, Massachusetts)
Spencer é um lugar designado pelo censo localizado no condado de Worcester no estado estadounidense de Massachusetts. No Censo de 2010 tinha uma população de 5.700 habitantes e uma densidade populacional de 1.013,25 pessoas por km².

## Geografia
Spencer encontra-se localizado nas coordenadas 42° 14′ 55″ N, 71° 59′ 35″ O. Segundo a Departamento do Censo dos Estados Unidos, Spencer tem uma superfície total de 5.63 km², da qual 5.46 km² correspondem a terra firme e (2.9%) 0.16 km² é água.

## Demografia
Segundo o censo de 2010, tinha 5.700 pessoas residindo em Spencer. A densidade populacional era de 1.013,25 hab./km². Dos 5.700 habitantes, Spencer estava composto pelo 95.11% brancos, o 0.84% eram afroamericanos, o 0.26% eram amerindios, o 0.75% eram asiáticos, o 0.11% eram insulares do Pacífico, o 1.37% eram de outras raças e o 1.56% pertenciam a duas ou mais raças. Do total da população o 4.26% eram hispanos ou latinos de qualquer raça.